# Kanton Le Mesnil-Esnard
Der Kanton Le Mesnil-Esnard ist seit 2015 ein französischer Wahlkreis im Arrondissement Rouen im Département Seine-Maritime in der Region Normandie; sein Hauptort ist Le Mesnil-Esnard.

## Gemeinden
Der Kanton besteht aus 42 Gemeinden mit insgesamt 46.301 Einwohnern (Stand: 1. Januar 2022) auf einer Gesamtfläche von 352,58 km²:
| Gemeinde                   | Einwohner 1. Januar 2022 | Fläche km² | Dichte Einw./km² | Code INSEE | Postleitzahl |
| -------------------------- | ------------------------ | ---------- | ---------------- | ---------- | ------------ |
| Auzouville-sur-Ry          | 681                      | 7,98       | 85               | 76046      | 76116        |
| Bierville                  | 320                      | 2,22       | 144              | 76094      | 76750        |
| Blainville-Crevon          | 1.227                    | 14,80      | 83               | 76100      | 76116        |
| Bois-d’Ennebourg           | 576                      | 7,04       | 82               | 76106      | 76160        |
| Bois-Guilbert              | 290                      | 8,13       | 36               | 76107      | 76750        |
| Bois-Héroult               | 168                      | 6,59       | 25               | 76109      | 76750        |
| Bois-l’Évêque              | 616                      | 7,21       | 85               | 76111      | 76160        |
| Boissay                    | 426                      | 6,63       | 64               | 76113      | 76750        |
| Boos                       | 3.975                    | 14,03      | 283              | 76116      | 76520        |
| Bosc-Bordel                | 453                      | 11,95      | 38               | 76120      | 76750        |
| Bosc-Édeline               | 371                      | 6,19       | 60               | 76121      | 76750        |
| Buchy                      | 2.789                    | 26,30      | 106              | 76146      | 76750        |
| Cailly                     | 736                      | 5,44       | 135              | 76152      | 76690        |
| Catenay                    | 697                      | 5,88       | 119              | 76163      | 76116        |
| Elbeuf-sur-Andelle         | 446                      | 5,87       | 76               | 76230      | 76780        |
| Ernemont-sur-Buchy         | 293                      | 4,04       | 73               | 76243      | 76750        |
| Franqueville-Saint-Pierre  | 6.081                    | 8,56       | 710              | 76475      | 76520        |
| Fresne-le-Plan             | 547                      | 6,88       | 80               | 76285      | 76520        |
| Grainville-sur-Ry          | 437                      | 5,38       | 81               | 76316      | 76116        |
| Héronchelles               | 145                      | 6,71       | 22               | 76359      | 76750        |
| La Neuville-Chant-d’Oisel  | 2.376                    | 21,83      | 109              | 76464      | 76520        |
| La Rue-Saint-Pierre        | 784                      | 7,68       | 102              | 76547      | 76690        |
| La Vieux-Rue               | 576                      | 5,51       | 105              | 76740      | 76160        |
| Le Mesnil-Esnard           | 7.998                    | 5,07       | 1.578            | 76429      | 76240        |
| Longuerue                  | 342                      | 5,36       | 64               | 76396      | 76750        |
| Martainville-Épreville     | 730                      | 7,61       | 96               | 76412      | 76116        |
| Mesnil-Raoul               | 1.210                    | 6,76       | 179              | 76434      | 76520        |
| Montmain                   | 1.499                    | 6,04       | 248              | 76448      | 76520        |
| Morgny-la-Pommeraye        | 1.068                    | 6,48       | 165              | 76453      | 76750        |
| Pierreval                  | 522                      | 3,88       | 135              | 76502      | 76750        |
| Préaux                     | 1.856                    | 18,95      | 98               | 76509      | 76160        |
| Rebets                     | 147                      | 3,67       | 40               | 76521      | 76750        |
| Ry                         | 786                      | 5,71       | 138              | 76548      | 76116        |
| Saint-Aignan-sur-Ry        | 341                      | 8,00       | 43               | 76554      | 76116        |
| Saint-André-sur-Cailly     | 805                      | 12,28      | 66               | 76555      | 76690        |
| Saint-Denis-le-Thiboult    | 501                      | 10,25      | 49               | 76573      | 76116        |
| Saint-Germain-des-Essourts | 377                      | 9,37       | 40               | 76581      | 76750        |
| Saint-Germain-sous-Cailly  | 310                      | 4,01       | 77               | 76583      | 76690        |
| Sainte-Croix-sur-Buchy     | 672                      | 13,80      | 49               | 76571      | 76750        |
| Servaville-Salmonville     | 1.118                    | 7,85       | 142              | 76673      | 76116        |
| Vieux-Manoir               | 770                      | 8,13       | 95               | 76738      | 76750        |
| Yquebeuf                   | 239                      | 6,51       | 37               | 76756      | 76690        |
| Kanton Le Mesnil-Esnard    | 46.301                   | 352,58     | 131              | 7621       | –            |

## Veränderungen im Gemeindebestand seit der landesweiten Neuordnung der Kantone
2017: Fusion Bosc-Roger-sur-Buchy, Buchy und Estouteville-Écalles → Buchy